# Осьовий хребець

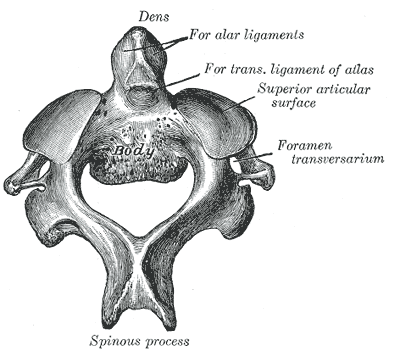
Епістрофей, вигляд згори. Зверху зуб, знизу — остистий відросток

Осьови́й хребе́ць (лат. axis) — другий шийний хребець (після атланта). Інші назви — а́ксис (від лат. axis — «вісь»), епістрофе́й (лат. epistropheus від грец. ἐπιστρέφω — «повертаю», «кручу»), кодове позначення — C-2 (від лат. collum — «шия»).
Осьовий хребець має тіло (corpus) із зубом (dens, processus odontoideus) і дугу (arcus), від якої відходить роздвоєний остистий відросток (processus spinosus), два поперечні з отворами (processi transversi) і два нижні суглобові (processi articulares, zygapophyses). Немає лише верхніх суглобових відростків. Вони замінені суглобовими поверхнями, що лежать на тілі епістрофея. Кожен поперечний відросток має поперечний отвір (foramen transversarium), спрямований похило догори й латерально. Також в осьового хребця є передня і задня суглобові поверхні, розміщені на зубі. Передня суглобова поверхня з'єднується з ямкою зуба атланта, а задня — з поперечною зв'язкою атланта.
Стан, коли зуб відділений від тіла осьового хребця, називається os odontoideum («зубоподібна кістка») і може спричинити стиснення кровоносних судин і нервів.